# Batham Gate
Batham Gate è il nome medievale di una strada romana situata nel Derbyshire, in Inghilterra, che corre a sud-ovest da Templebrough sul fiume Don, nel South Yorkshire, a Brough-on-Noe (latino Navio) e alla città termale di Buxton (latino Aquae Arnemetiae) nel Derbyshire. "Gate" nei dialetti inglesi settentrionali significa "strada". Batham gate significa, quindi, "strada per la città termale".

## Descrizione
Il percorso della strada da Templebrough alla stazione di segnalazione romana di Navio è ancora discusso. Joseph Hunter ha suggerito come percorso la Long Causeway a Redmires (che oggi si ritiene essere stata una via del sale medievale), così come è stato mostrato sulle mappe dell'Ordnance Survey.
Ivan Donald Margary, studioso specializzato nella storia delle strade romane, ha affermato che la Long Causeway aveva un percorso leggermente diverso in epoca romana. Nel suo libro Roman Roads In Britain ha affermato che ora sono disponibili prove che dimostrano che, dopo il Redmires Reservoir, la strada romana non seguiva il percorso medievale fino a Stanedge Pole, ma percorreva quello attuale fino a Stanedge Lodge. La strada romana scendeva quindi da Stanage Edge mezzo miglio a nord-ovest rispetto al percorso moderno, su un terrazzamento stretto e più ripido. A Batham Gate Road è stato assegnato il numero Margary RR710a.

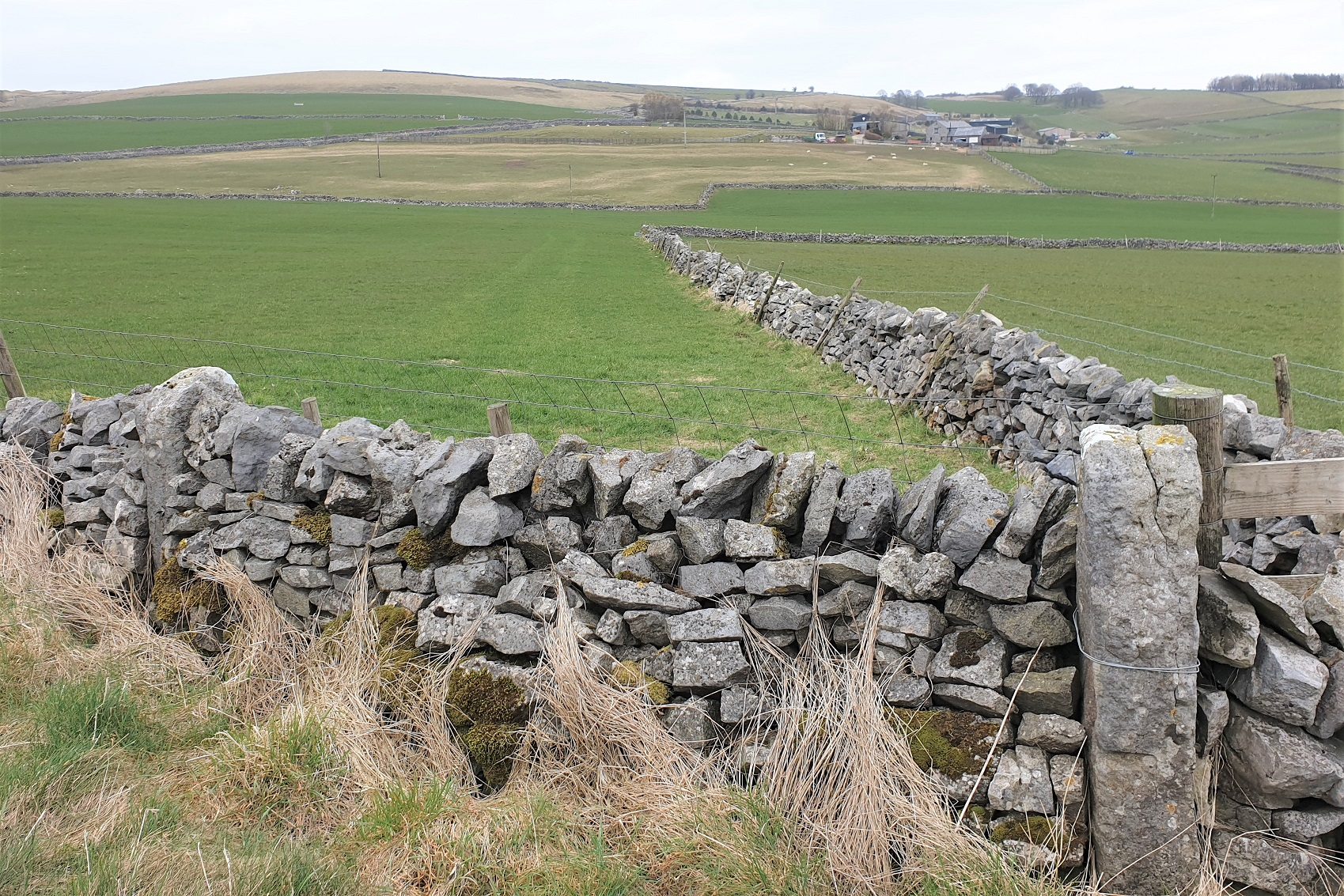
Itinerario di Batham Gate Road vicino a Peak Forest

Un altro possibile percorso, supportato da scavi effettuati nel 2016, porterebbe la strada nei pressi della villa romana a Whirlow Hall Farm. Un rapporto provvisorio dei ricercatori dell'Università di Sheffield, sugli scavi di un tratto rettilineoo nell'area di Sheephill Road a Ringinglow, ha suggerito che fosse questo il percorso della strada romana perduta. Il tratto, che si estende attraverso Barber Fields, è largo 20 m, riempito fino a una profondità di 5 m da macerie e la sua superficie è di pietrisco.

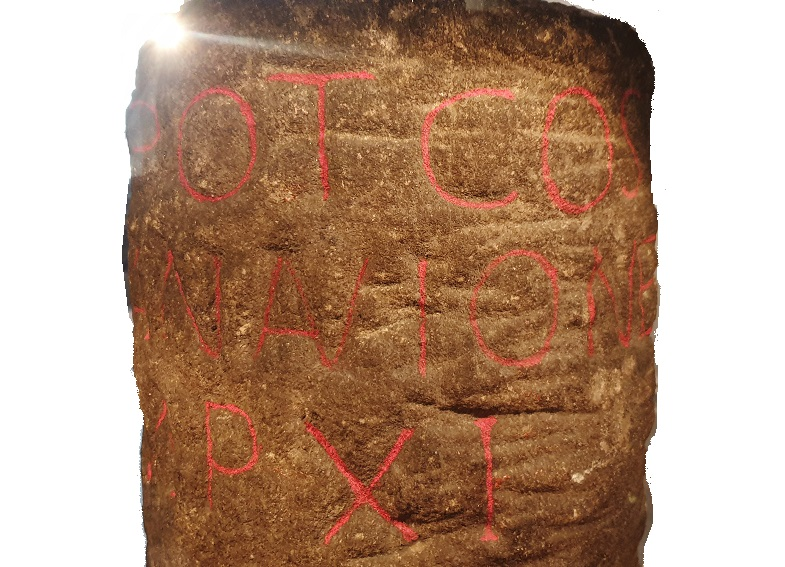
Iscrizione su pietra miliare romana trovata a Silverlands, Buxton

Una sezione di Batham Gate Road a est di Peak Forest fa parte di un sito archeologico nazionale protetto. Ci sono anche strade moderne chiamate Batham Gate Road a Peak Dale, vicino a Buxton, e a Bradwell, vicino a Brough, che costituiscono resti del percorso della strada romana originale. La sezione che attraversa Bradwell Moor è ora chiamata Clement Lane.
Inoltre, nel 1862 venne scoperta una pietra miliare romana nel distretto di Silverlands a Buxton. È la più antica pietra miliare iscritta trovata nel Derbyshire ed è ora esposta al Museo di Buxton. L'iscrizione è 'TRIB POT COS II PPA NAVIONE MP XI' che significa 'Con il potere del tribuno, due volte console, padre di questa patria. Da Navio 11 miglia.'